# Association for Women's Rights in Development

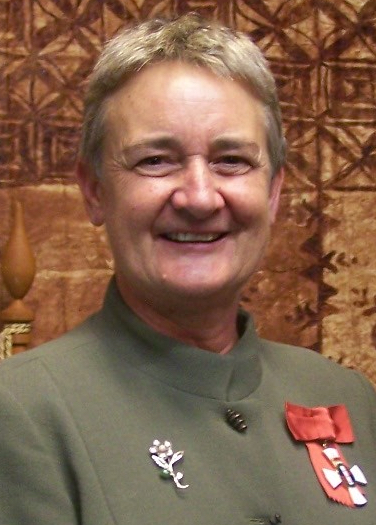
Den feministiska ekonomen Marilyn Waring var central i AWID från 1980-talet och var styrelsemedlem fram till 2012.

Association for Women's Rights in Development (AWID), tidigare Association for Women in Development, är en internationell icke-statlig organisation som arbetar för jämställdhet, hållbar utveckling och kvinnors mänskliga rättigheter. Den grundades 1982 som ett dialogforum för akademiker, politiker och anställda inom biståndsorganisationer som arbetade med kvinnor i utveckling. Den feministiska ekonomen Marilyn Waring var central i AWID från 1980-talet och var styrelsemedlem fram till 2012. Fokuset på utvecklingspolitik har så småningom utvidgats till ett brett människorättsfokus. AWID står för en progressiv intersektionell feminism och koordinerar Observatory on the Universality of Rights (OURs), ett samarbetsprojekt med över 20 organisationer, inklusive Planned Parenthood, som "observerar, analyserar, delar information om och samarbetar för att påverka [...] anti-rättighetsinitiativ som hotar internationella och regionala människorättssystem" ur ett feministiskt perspektiv. Generalsekreterare är Faye Macheke, en panafrikansk feminist, och Inna Michaeli, en feministisk queeraktivist och sociolog.
Organisationen hade tidigare sitt huvudkontor i Washington D.C. och har nu kontor i Toronto, Mexico City och Kapstaden. Den har fått finansiering av UN Women och dess föregångare, ett flertal statliga biståndsorganisationer och utvecklingsbanker, samt flera progressiva stiftelser, inklusive Open Society Foundations, Rockefeller Foundation, Ford Foundation och Sigrid Rausing Trust. År 2021 fick AWID en donation på 15 miljoner dollar från filantropen MacKenzie Scott. AWID har medlemmar i 180 länder, både enskilda medlemmar och organisationer.
AWID arbetar för könsrättvisa och kvinnors mänskliga rättigheter genom att stödja människorättsförsvarare, organisationer och rörelser. Fokusområdena är "Resourcing Women's Rights", "Economic Justice", "Challenging Religious Fundamentalism", "Women Human Rights Defenders" och "Young Feminist Activism". Sedan millennieskiftet har AWID arbetat för att bli en mer global organisation genom att centrera röster från syd och marginaliserade grupper. AWIDs forum "We cannot change the world without changing ourselves" år 2005 utmanade könsbinära idéer och centrerade transpersoners röster och rättigheter. AWIDs forum 2016 i Bahia, Brasilien, "Feminist Futures: Building Collective Power for Rights and Justice" hade 1800 deltagare och diskuterade bland annat svart feminism i förlängningen av "Black Feminisms Forum".

## Observatory on the Universality of Rights
AWID koordinerar Observatory on the Universality of Rights (OURs), ett samarbetsprojekt med över 20 organisationer som "observerar, analyserar, delar information om och samarbetar för att påverka [...] anti-rättighetsinitiativ som hotar internationella och regionala människorättssystem" ur ett feministiskt perspektiv. OURs arbetsgrupp omfattar Planned Parenthood, Kyrkornas världsråd, Muslims for Progressive Values och andra organisationer. År 2023 koordinerade AWID det öppna brevet "There Is No Place for Anti-Trans Agendas in the UN", undertecknat av 550 feministiska organisationer.